# Zuidelijk spitskopje
Het zuidelijk spitskopje (Conocephalus fuscus, verouderd: Conocephalus discolor) is een rechtvleugelig insect uit de familie sabelsprinkhanen (Tettigoniidae), onderfamilie Conocephalinae.

## Kenmerken
Mannetjes bereiken een lengte van 12 tot 18 millimeter, de vrouwtjes zijn 13 tot 18 mm lang. De lichaamskleur is groen, het halsschild heeft een brede, bruinrode en duidelijk lichtomzoomde band. De mannetjes hebben korte cerci, die uitsteeksels op ongeveer het midden hebben die naar elkaar wijzen. Het vrouwtje is te herkennen aan de bruine, lange en nauwelijks gebogen legboor. Deze soort is langvleugelig, de vleugels zijn aan de bovenzijde bruin gekleurd. De antennes zijn ongeveer drie keer zo lang als het lichaam.

### Onderscheid met andere soorten
Verwarring is alleen mogelijk met het gewoon spitskopje, die echter meestal korte vleugels heeft. De legbuis van het vrouwtje is daarnaast langer en minder sterk naar boven gekromd, de mannetjes hebben een minder geprononceerde uitstulping tussen de cerci aan de achterlijfpunt.

## Verspreiding en habitat
Het zuidelijk spitskopje komt voor in zuidelijk, centraal en oostelijk Europa, in Nederland alleen in het zuiden en in geheel België. De habitat bestaat uit biotopen met een dichte vegetatie, zowel in vochtige als drogere gebieden kan de soort worden aangetroffen. Ook graslanden die niet worden gemaaid als hooilanden en wegbermen zijn geschikt.

## Levenswijze
Het zuidelijk spitskopje is eenmaal volwassen actief gedurende de maanden juli tot oktober, de mannetjes laten zich vooral horen tussen elf uur ´s ochtends en zeven uur in de avond. Het geluid bestaat uit een constant ratelachtig zoemgeluid, dat zelden wordt onderbroken door zich herhalende tikken. Hieraan kan de soort onderscheiden worden van het gewoon spitskopje, deze laatste soort maakt ook een zachter geluid.
Het voedsel bestaat uit planten zoals kruiden en grassen en ook kleine insecten als rupsen en bladluizen worden gegeten.